# Тамарова Ніна Василівна
Ні́на Васи́лівна Тама́рова (3 (16) листопада 1900, Новочеркаськ — 8 липня 1983, Харків) — театральна акторка Народна артистка Української РСР (1957).

## Життєпис
Народилась 3 (16) листопада 1900 року.
Сценічну діяльність розпочала в Новочеркаському театрі (1920—1922).
Згодом працювала в театрах Ростова-на-Дону, Казані, Ставрополя, Владикавказа, Твері.
1933—1938 — акторка драматичного театру в Курську.
1939—1983 — акторка Харківського російського драматичного театру ім. О. С. Пушкіна. Знімалась у кіно.
1957 року удостоєна звання народної артистки Української РСР.
Пішла з життя у Харкові 8 липня 1983 року. Похована на Міському кладовищі № 2.

## Ролі
в театрі
- Маша — «Три сестри» А. П. Чехова
- Панова — «Любов Ярова» К. А. Треньова
- Лагутіна — «Мати своїх дітей» О. М. Афіногенова
- Глафіра — «Вовки і вівці» О. М. Островського
- Горєлова — «За тих, хто в морі!» Б. А. Лавреньова
- Лаврецька — «Дворянське гніздо» за І. С. Тургенєвим
- Флора — «Хижачка» за Оноре де Бальзаком
- Катарина — «Приборкання норовливої» Вільяма Шекспіра
- Мадам Ксідіас — «Інтервенція» Л. І. Славіна
- Бережкова — «Крісло № 16» Д. Угрюмова,
- Бабуся Еухенія — «Дерева помирають стоячи» Алехандро Касона
- Олена — «Діти сонця» М. Горького
- Діана — «Собака на сіні» Лопе де Вега

в кіно
- 1955 — Максим Перепелиця, Явдоха